# Serie A1 (softball)
La Serie A1 è il massimo campionato italiano di softball - dal 2008 al 2017 chiamato Italian Softball League - ed è organizzato dalla Federazione Italiana Baseball Softball.
Il campionato si disputa da fine marzo ad agosto ed è strutturato in un girone unico a 10 squadre su andata e ritorno.
Il primo campionato, vinto dal Torino, si è disputato nel 1969.
Nel 2025 i playoff sono stati raggiunti dal Bollate Softball 1969, Saronno Softball, Softball Forlì e Blue Girls Pianoro. Bollate ha conquistato il suo 15° scudetto vincendo in gara 5 contro Forlì.

## Regular season
Il Campionato è strutturato in un girone unico a 10 squadre su andata e ritorno. Il Girone si svolge su due gare settimanali che si giocano:
- su campo illuminato, sabato pomeriggio e sabato sera con inizio alle ore 17.00 e 40’ minuti dopo il termine del primo incontro;
- su campo non illuminato, domenica mattina con inizio alle ore 12.00 e 40’ minuti dopo il termine del primo incontro.

Al termine della Regular Season: le squadre classificate ai primi quattro posti accedono ai play-off.
Le squadre nona e decima classificate disputeranno i Play-out, la squadra perdente retrocederà nella serie A2 softball.

## Play-off
Si disputano giocando una serie al meglio di 5 gare.
Gli abbinamenti sono i seguenti:
- la prima classificata nella regular season contro la quarta classificata nella regular season;
- la seconda classificata nella regular season contro la terza classificata nella regular season.

Le prime due gare si disputeranno in casa delle squadre terze e quarte classificate nella regular season.
Le altre tre partite si disputeranno a campo invertito rispetto alle prime due gare.
Al termine delle Semifinali: le squadre vincenti accedono all'Italian Softball Series.

## Italian Softball Series
Si disputa con una serie d'incontri al meglio delle 5 gare, tra le due squadre vincenti i play-off.
Le prima due gare si disputano in casa della peggio classificata in regular season.
Le altre tre partite si disputeranno a campo invertito rispetto alle prime due gare.
La squadra vincente le Italian Softball Series si qualifica per la Women’s Softball European Premiere Cup. Nel caso in cui la vincente delle Italian Softball Series sia la stessa squadra vincitrice dell'edizione precedente della Women’s Softball European Premiere Cup, si qualifica alla Women’s Softball European Premiere Cup la perdente delle Italian Softball Series.

## Play-Out
Si disputano tra la nona e la decima classificata in regular season solo nel caso che tra le due squadre ci siano 3 o meno vittorie di differenza.
Si disputa una serie al meglio di 5 gare.
Le prime due gare si svolgeranno in casa della squadra decima classificata nella regular season.
Le altre tre gare si disputeranno a campo invertito rispetto alle prime due gare.
Al termine della serie di Play-out: la squadra perdente retrocede in Serie A2.

## Albo d'oro
| Edizione | Vincitore   |
| 1969     | Torino      |
| 1970     | Torino      |
| 1971     | Roma        |
| 1972     | Bollate     |
| 1973     | Bollate     |
| 1974     | Roma        |
| 1975     | Roma        |
| 1976     | Bollate     |
| 1977     | Roma        |
| 1978     | Bollate     |
| 1979     | Bollate     |
| 1980     | Bollate     |
| 1981     | Bollate     |
| 1982     | Lazio       |
| 1983     | Bollate     |
| 1984     | Roma        |
| 1985     | Lazio       |
| 1986     | Lazio       |
| 1987     | Lazio       |
| 1988     | Parma       |
| 1989     | Parma       |
| 1990     | Lazio       |
| 1991     | Lazio       |
| 1992     | Bologna     |
| 1993     | Bussolengo  |
| 1994     | Bussolengo  |
| 1995     | Bussolengo  |
| 1996     | Bollate     |
| 1997     | Bollate     |
| 1998     | Macerata    |
| 1999     | Macerata    |
| 2000     | Macerata    |
| 2001     | Macerata    |
| 2002     | Forlì       |
| 2003     | Bollate     |
| 2004     | Macerata    |
| 2005     | Bollate     |
| 2006     | Forlì       |
| 2007     | Legnano     |
| 2008     | Forlì       |
| 2009     | DES Caserta |
| 2010     | DES Caserta |
| 2011     | DES Caserta |
| 2012     | DES Caserta |
| 2013     | La Loggia   |
| 2014     | La Loggia   |
| 2015     | Bussolengo  |
| 2016     | Bussolengo  |
| 2017     | Forlì       |
| 2018     | Bussolengo  |
| 2019     | Bussolengo  |
| 2020     | Bollate     |
| 2021     | Forlì       |
| 2022     | Saronno     |
| 2023     | Forlì       |
| 2024     | Bollate     |
| 2025     | Bollate     |
|          |             |

## Vittorie per club
| Club        | Vittorie |
| ----------- | -------- |
| Bollate     | 15       |
| Bussolengo  | 7        |
| Forlì       | 6        |
| Lazio       | 6        |
| Roma        | 5        |
| Macerata    | 5        |
| DES Caserta | 4        |
| Torino      | 2        |
| Parma       | 2        |
| La Loggia   | 2        |
| Saronno     | 1        |
| BSC Legnano | 1        |
| Bologna     | 1        |